# (7271) Doroguntsov
(7271) Doroguntsov (1979 SR2) – planetoida z grupy pasa głównego asteroid okrążająca Słońce w ciągu 5 lat i 179 dni w średniej odległości 3,11 j.a. Została odkryta 22 września 1979 roku.